# Вибори до Херсонської обласної ради 2015
Вибори до Херсонської обласної ради 2015 — вибори депутатів Херсонської обласної ради, які відбулися 25 жовтня 2015 року в рамках проведення місцевих виборів у всій країні.
Вибори відбулися за пропорційною системою, в якій кандидати закріплені за 64 виборчими округами. Для проходження до ради партія повинна була набрати не менше 5% голосів.

## Кандидати
Номери партій у бюлетені подані за результатами жеребкування:
| Номер у бюлетені | Назва                                         | Кількість кандидатів | Перший номер                     |
| ---------------- | --------------------------------------------- | -------------------- | -------------------------------- |
| 1                | УКРОП                                         | 65                   | Книга Олександр Андрійович       |
| 2                | «Соціалісти»                                  | 51                   | Літвін Валерій Валерійович       |
| 3                | «Наш край»                                    | 65                   | Булюк Віталій Вікторович         |
| 4                | «Об'єднання „Самопоміч“»                      | 32                   | Таранишин Олександр Віталійович  |
| 5                | «Блок Петра Порошенка „Солідарність“»         | 65                   | Путілов Андрій Станіславович     |
| 6                | ВО «Батьківщина»                              | 62                   | Одарченко Юрій Віталійович       |
| 7                | «Опозиційний блок»                            | 63                   | Федін Василь Вікторович          |
| 8                | Всеукраїнська партія духовності і патріотизму | 1                    | Звірик Юрій Олексійович          |
| 9                | Радикальна партія Олега Ляшка                 | 58                   | Ставицький Микола Павлович       |
| 10               | «Нова держава»                                | 48                   | Кобець Анатолій Федорович        |
| 11               | «Союз лівих сил»                              | 48                   | Самойлик Катерина Семенівна      |
| 12               | «Сила і честь»                                | 13                   | Вітковський Олександр Іванович   |
| 13               | «Відродження»                                 | 59                   | Опанащенко Михайло Володимирович |
| 14               | Партія місцевого самоврядування               | 56                   | Мельник Михайло Андрійович       |
| 15               | ВО «Свобода»                                  | 60                   | Гаврилко Олег Григорович         |

## Результати
| Місце | Партія                                        | % голосів | Кількість голосів | Зміна % 2015 до 2010 | Усього місць |
| ----- | --------------------------------------------- | --------- | ----------------- | -------------------- | ------------ |
| 1     | «Блок Петра Порошенка „Солідарність“»         | 22,17%    | 66 856            | ▲ +18,68%            | 18           |
| 2     | «Опозиційний блок»                            | 16,16%    | 48 732            | ▼ -15,74%            | 13           |
| 3     | ВО «Батьківщина»                              | 11,45%    | 34 517            | ▲ +1,95%             | 9            |
| 4     | «Наш край»                                    | 8,86%     | 26 710            | —                    | 7            |
| 5     | Радикальна партія Олега Ляшка                 | 7,5%      | 22 611            | —                    | 6            |
| 6     | УКРОП                                         | 7,2%      | 21 703            | —                    | 6            |
| 7     | «Об'єднання „Самопоміч“»                      | 5,91%     | 17 819            | —                    | 5            |
| 8     | «Союз лівих сил»                              | 4,64%     | 13 996            | —                    | —            |
| 9     | ВО «Свобода»                                  | 4,27%     | 12 864            | ▲ +3,57%             | —            |
| 10    | «Відродження»                                 | 4,04%     | 12 173            | —                    | —            |
| 11    | Партія місцевого самоврядування               | 2,47%     | 7447              | —                    | —            |
| 12    | «Соціалісти»                                  | 2,29%     | 6914              | —                    | —            |
| 13    | «Нова держава»                                | 1,55%     | 4688              | ▼ -9,47%             | —            |
| 14    | «Сила і честь»                                | 0,78%     | 2357              | —                    | —            |
| 15    | Всеукраїнська партія духовності і патріотизму | 0,72%     | 2177              | —                    | —            |
|       | Усього голосів за партії                      | 100%      | 301 564           |                      | 64           |